# سرسخت شدن
سخت بگیر (به انگلیسی: Get Hard) فیلمی در ژانر کمدی، جنایی، موزیکال به کارگردانی ایتان کوئن در اولین تجربه کارگردانی خود، محصول سال ۲۰۱۵ کشور ایالات متحده آمریکا است. فیلم‌نامه این اثر نوشته ایتان کوئن، جی مارتل و ایان رابرتز است. موسیقی فیلم کاری از کریستف بک و فیلمبردار اثر تیم سارستت می‌باشد. کریستف بک برای ساخت موسیقی این فیلم به‌جای تولید تنها یک موسیقی متن منحصربه‌فرد، از ۳۲ آهنگ و تصنیف در طول فیلم استفاده نمود.

## بازیگران
از بازیگرانی که در این فیلم به ایفای نقش پرداخته‌اند، می‌توان به هنرمندان زیر اشاره کرد.
- ویل فرل در نقش «جیمز» (مدیرعامل شرکت)
- کوین هارت در نقش «دارنل» (مدیر کارواش)
- الیسون بری درنقش «آلیسا» (همسر جیمز)
- تی.آی. در نقش «راسل» (پسرعموی دارنل)
- کریگ تی. نلسن در نقش «مارتین» (پدرزن و رئیس جیمز)
- ادوینا فایندلی[۴] درنقش «ریتا» (همسر دارنل)
- پل بن-ویکتور درنقش «گیل» (آدم‌کش)

## داستان
"آموزشی برای حبس، گاهی برای سرسخت شدن به کمک نیاز داری"
‹یک ماه قبل›
«جیمز کینگ» یک مدیر بسیار قوی و ثروتمند در ‹صندوق سرمایه‌گذاری والتراپ› در ‹بارو فاندز› است؛ که با «آلیسا کلارک» دختر رئیس خود، «مارتین کلارک» نامزد کرده‌است.
آلیسا درطول سکس صبح‌گاهی خود با جیمز، از افکار بلندپردازانه خود، از توسعه نقشه‌های عمرانی خانه جدید پرده برمی‌دارد؛ و جیمز را برای عملی کردن آن تهییج می‌کند. جیمز در شرکت با سرمایه‌گذاری ۱۰۰ میلیون دلاری از پس‌انداز مشتریان در بورس، ۲۸ میلیون دلار برای شرکت مارتین کسب درآمد می‌کند؛ و مورد تشویق مارتین قرار می‌گیرد.
در هنگام جشن نامزدی جیمز و آلیسا، اف‌بی‌آی از راه می‌رسد و جیمز را به دلیل کلاهبرداری، جعل اسناد و اختلاس دستگیر می‌کند. وکیل جیمز، از او می‌خواهد با اعتراف به گناه ناکرده، محکومیت یکساله از دادگاه بگیرد؛ اما جیمز با این باور که تبرئه خواهد شد، امتناع می‌کند.
در دادگاه، جیمز مجرم شناخته شده و به ده سال حبس در زندان فوق امنیتی ایالتی سان کوئنتین محکوم می‌شود؛ قاضی به او مهلتی ۳۰ روزه برای سر و سامان دادن به امور شخصی‌اش می‌دهد. جیمز تصمیم می‌گیرد به مکزیک فرار کند و هنگامی که تصمیمش را با آلیسا به اشتراک می‌گذارد؛ آلیسا برای همیشه او را ترک می‌کند.
جیمز درپی یک آشنایی قبلی با «دارنل لوئیس» که یک کارواش کوچک را در پارکینگ محل کار جیمز اداره می‌کند؛ و اندکی پس از دستگیری، با فرض اینکه به دلیل سیاه‌پوست بودن، قبلاً در زندان بوده‌است؛ از او درخواست می‌کند، که او را مهیا زندان رفتن و "سخت‌تر" کند.
دارنل که بابت بدهی به بانک، خانه‌اش در خطر توقیف است و در واقع هرگز به زندان نرفته و تجربه‌ای در مبارزه ندارد. این را فرصتی برای خود و همسرش «ریتا» می‌بیند؛ تا در نهایت دخترشان «ماکایلا» را در مدرسه‌ای بهتر، دور از محله بدی که در آن زندگی می‌کنند، ثبت نام کند. در نهایت دارنل به شرطی که جیمز ۳۰ هزار دلار به او بپردازد، موافقت می‌کند.
دارنل آموزش خود به جیمز را با مشاوره تلفنی با پسرعمویش «راسل» که مدتی را در زندان سپری کرده، شروع می‌کند. آموزش او که شامل پاشیدن اسپری فلفل، شبیه‌سازی خانه جیمز، به یک زندان امنیتی و ایجاد سناریوهای متعددی است، که در آن جیمز باید از خود دفاع کند؛ که البته همه به‌شدت شکست می‌خورند. در طول آموزش دارنل، جیمز با مارتین تماس می‌گیرد؛ تا بداند برای کمک به او، چه‌کاری انجام داده‌است. مارتین که کلاهبردار واقعی است؛ فکر می‌کند که جیمز با همکاری دارنل، در حال جستجو برای بیگناهی خود است. او به یک آدم‌کش به نام «گیل» دستور می‌دهد، که آنها را زیر نظر بگیرد.
با توجه به اینکه آموزش جیمز بی‌استعداد، به جایی نمی‌رسد، دارنل که ناامید است؛ او را به رستوران «آیواس براسیری» در لس‌آنجلس، که محلی برای ارتباط همجنس‌گرایان است، می‌برد؛ تا حداقل جیمز نحوه انجام رابطه‌جنسی دهانی در زندان را آموزش ببیند؛ اما جیمز در هنگام نزدیکی با مردی که دارنل برای این‌کار انتخاب کرده، بازهم ناموفق است. جیمز به دارنل قول می‌دهد، که به راه خود ادامه دهد و هر کاری که لازم باشد را انجام داده، تا "سخت بگیرد". جیمز سخت‌تر و سریع‌تر تمرین می‌کند؛ و با یادگیری ساخت چاقو و پنهان کردن آن در مقعد آشنا می‌شود؛ و به نظر می‌رسد، در حال پیشرفت است.
دارنل یک حمله به زندان را با کمک کارگران خانه جیمز شبیه‌سازی می‌کند. در هرج و مرج زندان، یک چاقو در سر جیمز فرومی‌رود؛ و پس از آن دارنل، جیمز را به خانه اش می‌برد، تا همسرش «ریتا» که پرستار است؛ آن را درمان کند. جیمز با خانواده دارنل شام می‌خورد و به داستان دروغین دارنل که برگفته از فیلم پسرا تو محله (۱۹۹۱)، که داستان تخیلی به زندان افتادن‌ دارنل است؛ گوش می‌دهد.
با تصمیم دارنل، قرار می‌شود جیمز به یک باند رنگین‌پوست محلی به نام «کرنشا و کینگز» بپیوندد؛ تا در زندان محافظت شود. درنهایت با قول جیمز بر ثروتمندکردن «راسل (رهبر باند)» و گروهش، راسل او را به خاطر رنگ پوستش به باند «اتحاد سفیدها» معرفی می‌کند؛ اما در ملاقات جیمز با سرکرده گروه، او نمی‌تواند نقش یک نژادپرست را بازی کند؛ و باعث می‌شود که باند فکر کنند که او یک پلیس است. آنها به جیمز حمله و او را تهدید می‌کنند، اما دارنل با یک شعله افکن او را نجات می‌دهد. در نهایت دارنل و جیمز ناامید از تمام مسیرهای رفته، فرضیه کلاه‌بردار بودن مارتین را دنبال می‌کنند؛ و با ورود مخفیانه به دفتر او، سوابق اختلاس را در رایانه مارتین پیدا می‌کنند؛ اما قبل از اینکه بتوانند او را افشا کنند، گیل آنها را پیدا می‌کند و کامپیوتر را پس می‌گیرد.
گیل برای جیمز فاش می‌کند، که دارنل آن کسی نیست که او فکر می‌کند؛ و هرگز در زندان نبوده‌است. جیمز از اینکه دارنل به او دروغ گفته، افسرده و ناراحت می‌شود؛ و به تنهایی به باند کرنشا و کینگز، بازمی‌گردد. آنها که جمیز را به عنوان یکی از خود می‌پذیرند؛ به او دستور می‌دهند، که با کشتن مارتین از او انتقام بگیرد. اما قبل از اینکه جیمز بتواند این کار را انجام دهد، دارنل به موقع می‌رسد؛ تا جیمز را متقاعد کند که به جای آن، مارتین را رسوا کند.
دارنل که در کاواش خود، اطلاعاتی از کیلومتر ماشین مارتین و شوره‌های لاستیک او به‌دست آورده‌است، به‌همراه جیمز و به‌طور مخفیانه وارد قایق تفریحی مارتین می‌شوند؛ تا کامپیوتر را بازپس بگیرند. اما با گیل و مردانش روبرو می‌شوند. جیمز قبل از رسیدن مارتین و آلیسا، با یک سری حرکات رزمی کاپوئرا، متجاوزین را تسلیم می‌کند. مارتین و آلیسا که به کلاهبرداری و اختلاس اعتراف می‌کنند؛ سعی می‌کنند جیمز را متقاعد کنند که با آنها فرار کند. اما جیمز پیشنهاد آن‌ها را رد می‌کند. دارنل و جمیز به همراه رایانه به یک قایق نجات می‌رود؛ ولی گیل به قایق نجات شلیک می‌کند. در همین هنگام جیمز اسلحه ای را که در مقعد خود مخفی کرده‌است را به‌سمت گیل نشانه می‌رود. در همین لحظه مارشال‌های ایالاتی که متوجه آلارم پابند الکترونیکی جیمز و خروج او از محدوده شده‌اند؛ سر می‌رسند. با بازداشت مارتین، گیل، آلیسا و اعتراف آن‌ها، بی‌گناهی جیمز مشخص می‌شود. اما جیمز به خاطر حمل اسلحه غیرمجاز به ۶ ماه زندان محکوم می‌شود. او که دارایی‌هایش آزاد شده‌است، کارواش هالیوود ریپورتر بابلز دارنل را توسعه می‌دهد؛ و به لطف آموزش‌های دارنل، در زندان آماده و سرسخت ظاهر می‌شود. از طرفی مارتین در زندان مورد تعرض‌جنسی قرار می‌گیرد.
در حالی که دارنل، جیمز را پس از آزادی به خانه می‌برد، جیمز از قصد خود برای گرفتن جشن آزادی‌اش، در حالی که دستی بر یک روزنامه وال استریت جورنال و یک اسلحه کالیبر ۴۰ دارد؛ می‌گوید؛ و روز یکشنبه را عالی می‌داند.

## تولید
در ۷ دسامبر ۲۰۱۲، اعلام شد که برادران وارنر در حال مذاکره برای به دست آوردن فیلمی نوشته ایان رابرتز و جی مارتل هستند، درحالی که آدام مک‌کی و گری سانچز پروداکشنز توسط ویل فرل آن را تولید خواهند کرد.در ۱۷ سپتامبر ۲۰۱۳، ایتان کوئن به عنوان کارگردان انتخاب می‌شود. و در ۲۴ فوریه ۲۰۱۴، برادران وارنر فیلم را برای اکران در ۲۷ مارس ۲۰۱۵ برنامه‌ریزی می‌کنند.
در ۷ دسامبر ۲۰۱۲، ویل فرل و کوین هارت به نقش‌های اصلی به فیلم پیوستند. در ۲۶ فوریه ۲۰۱۴، اعلام شد که کریگ تی. نلسون برای بازی در نقش «مارتین بارو»، بنیانگذار بارو فاندز (رئیس و همچنین پدر نامزد شخصیت فرل)، به جمع بازیگران اضافه شده‌است. در ۱۷ مارس ۲۰۱۴ الیسون بری برای بازی در نقش نامزد شخصیت ویل فرل قرارداد امضا کرد. در ۲۱ مارس ۲۰۱۴، ادوینا فایندلی به بازیگران پیوست تا نقش «ریتا هادسون»، همسر شخصیت کوین هارت را بازی کند. در ۲۴ مارس ۲۰۱۴، دن باکدال برای بازی در نقش ریک، دشمن منفور ویل فرل در دفتر آنها، به بازیگران پیوست. و در نهایت ۲۵ مارس ۲۰۱۴، تی.‎آی. به بازیگران پیوست و نقش شخصیتی به نام راسل، پسر عموی خیابانی شخصیت کوین هارت را بازی کرد.
فیلمبرداری اصلی در ۱۷ مارس ۲۰۱۴ در نیواورلئان آغاز شد، و در ۱۴ مه ۲۰۱۴ به پایان رسید.

### موسیقی
در ۳۰ اکتبر ۲۰۱۴، کریستف بک برای ساخت موسیقی این فیلم انتخاب و استخدام شد. کریستف بک به‌جای تنها تولید یک موسیقی متن منحصربه‌فرد، از مجموعه‌ای از آهنگ‌ها و تصنیف‌ها، در طول فیلم استفاده نمود؛ که از برجسته‌ترین آثار می‌توان به موارد زیر اشاره داشت.
- آهنگ تفننی اثر ایگی آزیلیا
- آهنگ بیز در تله اثر نیکی میناژ با حضور تو چینز
- آهنگ ابریشم سکسی اثر جسی جی
- آهنگ عاشقشم اثر آیکان پاپ
- آهنگ دختران اثر جان میر
- تصنیف جیمز کینگ اثر جان میر
- آهنگ رولین تامبلین اثر آر ال برن‌ساید
- آهنگ پسر بد برای زندگی اثر شان کامز
- آهنگ لب به لب حباب اثر میجر لیزر
- آهنگ تغییرات اثر توپاک شکور
- آهنگ من سخت می‌روم اثر تی.آی.
- آهنگ اوا را خم کنید اثر لیل جان

## انتشار
این فیلم توسط برادران وارنر در ۲۷ مارس ۲۰۱۵ منتشر شد.

### فروش
این فیلم ۱۰۰ دقیقه ای که با بودجه‌ای معادل ۴۰میلیون دلارساخته شد؛ توانست ۹۰/۴ میلیون دلار در ایالات متحده و کانادا و ۲۱/۳ میلیون دلار در مناطق دیگر به دست آورد؛ و در کل جهان و در گیشه به فروشی معادل ۱۱۱٬۷۱۱٬۴۵۳میلیون دلار دست پیدا کند.
سایر گزارش‌ها، بودجه تولید آن را ۴۴ میلیون دلار می‌دانند. فیلم همچنین ۱۲/۳ میلیون دلار مشوق مالیاتی برای فیلمبرداری در لوئیزیانا دریافت کرد.
این فیلم در اولین هفته اکران خود ۳۳/۸ میلیون دلار فروخت و در جایگاه دوم باکس آفیس پس از خانه (فیلم ۲۰۱۵) (۵۲/۱ میلیون دلار) قرار گرفت. این سومین افتتاحیه برتر ویل فرل برای یک فیلم لایو اکشن، پس از شب‌های تالادگا: تصنیف ریکی بابی (۴۷ میلیون دلار) و اون‌یکی‌ها (۳۵/۵ میلیون دلار) بود و نهایتاً این فیلم در دسامبر سال بعد توسط خونه بابا (فیلم) (۳۸/۷ میلیون دلار) پشت سر گذاشته شد.

### جوایز
این فیلم توانست در ۲ بار کاندیدای دریافت جایزه از جشنواره‌های جهانی فیلم گردد.
| جشنواره                          | سال  | جایزه             | دریافت کننده  | نتیجه    | منبع          |
| -------------------------------- | ---- | ----------------- | ------------- | -------- | ------------- |
| جایزه تریلر طلایی                | ۲۰۱۵ | بهترین فیلم       | برادران وارنر | نامزدشده | [ ۲۴ ]        |
| جایزه سینمایی و تلویزیونی ام‌تی‌وی | ۲۰۱۶ | بهترین اجرای کمدی | ویل فرل       | نامزدشده | [ ۲۵ ] [ ۲۶ ] |

### بازخوردهای انتقادی
این فیلم تا حدودی بحث‌برانگیز بود و برخی تصور می‌کردند که با کلیشه‌های مربوط به نژادپرستی بازی می‌کند. در طول برخی از صحنه‌ها، ایتان کوئن نظر کوین هارت را در مورد چگونگی درک برخی از جوک‌ها توسط تماشاگران آمریکایی سیاه‌پوست پرسید و بر اساس آن، تغییراتی را ایجاد کرد. برادران وارنر و ایتان کوئن نیز آزمایش‌های گسترده‌ای انجام دادند؛ تا مطمئن شوند که طنز به خوبی دیده می‌شود.
سرسخت شدن عموماً نقدهای منفی دریافت کرده‌است و بسیاری از منتقدان به استفاده بیش از حد فیلم از جوک‌های نژادپرستانه اشاره می‌کنند. در وب‌سایت راتن‌تومیتوز، این فیلم بر اساس ۱۸۶ نقد، با میانگین امتیاز ۴/۴۰ از ۱۰، ۲۸ درصد محبوبیت دارد. اجماع انتقادی این سایت می‌گوید:
"هدر دادن دو کمدین خوب، سرسخت شدن به جای استفاده از استفاده از پتانسیل فرضیه نژادی خود، به جملات خسته و توهین آمیز رضایت می‌دهد."
این نشان‌دهنده «بررسی‌های عموماً نامطلوب» است.
نظرسنجی‌های سینماسکور که در آخر هفته افتتاحیه انجام شد، نشان داد که مخاطبان به سرسخت شدن نمره متوسط "بی" را در مقیاس "اِی+" تا "اِف" دادند.
ریچارد کورلیس از مجله تایم نوشت:
"خنده بر انصاف سیاسی غلبه می‌کند، و فیلم سرسخت شدن، باعث خنده من شد؛ و با موقعیت‌هایی که فکر نمی‌کردم؛ توانست مرا غلغلک دهد. فیلم قلب گرمی در زیر پوسته ظاهراً غلغلک‌دار خود دارد."
این فیلم به دلیل شوخی‌های ترسناک و همجنس‌گرا هراسی آن مورد انتقاد قرار گرفت.